# 矢野荘
矢野荘（やののしょう）は、播磨国赤穂郡（現在の兵庫県相生市）に存在していた荘園。

## 概要
11世紀中期に播磨大掾秦為辰が荒田50町を開発したと言われているが、これを記した文書には偽文書の疑いがあり、確実に判明するのは当初は久富保（ひさとみのほう）と称され、播磨守を務めた藤原顕季が所有していたこと、それを継承した孫の藤原得子（美福門院）が鳥羽天皇の寵愛を受けて近衛天皇を生み、保延2年（1136年）に彼女の所領として立券され、検注を経て翌保延3年（1137年）に田畠163町2段20代と未開発地からなる「矢野荘」として正式に立荘されたことである。美福門院没後は本家職は娘の暲子内親王（八条院）に継承され、領家職を故院の乳母であった伯耆局（藤原隆信・定家の外祖母）に与えられた。仁安2年（1167年）に伯耆局は故院ゆかりの歓喜光院へ田畠43町1段30代が寄進した。この結果、歓喜光院に寄進された「別名」とそれ以外の「例名」に分離された。例名の本家は暲子内親王から邦子内親王（安嘉門院）や暉子内親王（室町院）など複数の女院を経由して大覚寺統に継承され、領家は藤原隆信の子孫に分割されながら継承された。
鎌倉時代に入るとその状況が大きく変化する。新補地頭として入った相模国の御家人海老名氏が例名の地頭職と別名の下司職を有していたが、例名の支配を巡って領家の藤原氏（隆信の子孫）と対立し、永仁5年（1297年）に和与が結ばれて、翌6年（1298年）に下地中分が行われ、東方は地頭分、西方は領家分とされた。続いて、同7年（1299年/正安元年）に本家職を継承していた大覚寺統の亀山法皇の寄進で別名は南禅寺に、正和2年（1313年）と文保元年（1317年）に亀山法皇の子である後宇多法皇の2度の寄進で例名全体が東寺に本家職が移転することになった。
一方、現地では領家であった藤原冬綱（隆信の末裔）と開発領主とされる秦為辰の末裔と伝えられ例名公文職と一部地域（重藤名）の地頭職を有していた寺田法念の対立が深刻化しており、延慶2年（1309年）に冬綱が年貢未進と公田沽却の疑いで預所職から追放され、続いて寄進を受けた東寺は一円支配を目指して寺田法念に対しても追放を試みた。これに対して冬綱も法念も激しく抵抗し、特に御家人として現地と強いつながりを有した法念とその一族は周辺の武士と協力して軍事力をもって矢野荘の支配を維持しようと図り、東寺と衝突した。このため、寺田氏一族は悪党とみなされた（寺田悪党）。だが、法念は元弘の乱の混乱に乗じて後醍醐天皇の綸旨を得て、建武2年（1335年）にこれを根拠として兵を率いて矢野荘の回復を図ったが、寺田氏の台頭を嫌う他の名主や農民が東寺を支持して新しく重藤名の公文職となった藤原清胤や有力名主であった実円を中心に抵抗してこれを排除した。ところが、法念の後継者から権利を継承していた守護赤松氏の家臣・飽間光泰は観応の擾乱において藤原清胤が足利直義に従ったために赤松氏によって追放されたのに乗じて恩賞として重藤名の公文職を与えられ、それを口実に介入を図った。
この危機に際して、東寺から矢野荘に直務代官として派遣されていた祐尊は戦乱で荒廃した矢野荘の再建を図るとともに、これまで東寺と対立関係にあった守護赤松氏と直接交渉に乗り出し、応安7年/文中3年（1374年）、守護の赤松義則は矢野荘例名に持っていた公文職などの全ての権利を祈祷料所として東寺に寄進、東寺の代官である祐尊も守護役の負担などを通じた協力関係を確立するとともに例名の一円支配を完成させることになる。祐尊はこの功績を理由に翌永和元年/天授元年（1375年）には自らが例名の公文職に就任して自らの手で一円支配を完成させるべく台帳作成や有力名主への圧迫などを行うが、こうした強引な姿勢が名主や農民の反感を買い、永和3年/天授3年（1377年）に百姓が祐尊の追放を求めて逃散を行い（荘家の一揆）、その後任となった明済も応永元年（1394年）に発生した逃散の責任を問われて更迭されている。祐尊・明済の働きで東寺による例名の一円支配は完成されたものの、東寺の支配強化とそれに反対する百姓の対立は続き、正長元年（1428年）の播磨土一揆の舞台となった。一方、守護での関係でも嘉吉の乱による赤松氏の没落と山名氏の入国、応仁の乱による赤松氏の復権と山名氏の追放という変転に振り回された。そして、永正17年（1520年）に守護の赤松義村が重臣・浦上村宗に謀殺されて播磨が内乱状態に陥ったのを機に東寺への年貢の納入は完全に停止、東寺の文書などには天文年間まで矢野荘の名称は登場するものの、実態としては最後の年貢進納が行われた永正18年（1521年）をもって消滅状態に陥った。